# Porites desilveri
Porites desilveri är en korallart som beskrevs av Veron 2002. Porites desilveri ingår i släktet Porites och familjen Poritidae. IUCN kategoriserar arten globalt som starkt hotad. Inga underarter finns listade i Catalogue of Life.